# Dana Fox
Dana Fox (n. 18 septembrie 1976, Brighton⁠(d), New York, SUA) este o scenaristă americană. Este cel mai bine cunoscută pentru scenariul filmelor Ceva de împrumut (2005), Mariaj de Vegas (2008) și Vrăjitoarele (2024, ultimul scris împreună cu Winnie Holzman⁠(d)) și al serialului de comedie de televiziune Ben și Kate (2012–2013).

## Carieră
Fox a absolvit Universitatea Stanford în 1998, cu diplomă în limba engleză și istoria artei și a continuat să urmeze Universitatea California de Sud (USC), unde a participat la programul de producție Peter Stark de la USC School of Cinematic Arts; a absolvit în 2000.
Inițial a intenționat să devină producător de film, dar când i s-a atribuit o temă la USC de a scrie un scenariu de 30 de pagini, a constatat că îi place mai mult să scrie și a decis să devină scenarist.
A fost asistenta scenariștilor Alfred Gough⁠(d) și Miles Millar⁠(d) în timp ce aceștia au creat serialul TV Superman Smallville, iar mai târziu a lucrat cu scenaristul și regizorul John August⁠(d).
În timp ce a fost reprezentată de agentul lui Gough și Millar, scenarista consacrată Jessica Bendinger⁠(d) era în căutarea unui scenarist nepublicat care să lucreze ieftin la un scenariu. Fox încă nu scrisese o mostră de scenariu, dar Bendinger a fost atât de impresionată de ideile sale pentru o poveste, încât Fox a fost angajată să scrie scenariul. Filmul produs a fost Ceva de împrumut (The Wedding Date), care în cele din urmă a avut critici negative, dar a fost un succes financiar. După premiera acestui film, a fost atașată la trei proiecte separate de scris. Următorul ei scenariu produs a fost Mariaj de Vegas, care a fost cumpărat de 20th Century Fox printr-un contract de șase cifre pentru prima schiță a scenariului care îi are în distribuție pe Cameron Diaz și Ashton Kutcher.
După ce a fost cumpărat Mariaj de Vegas, Fox a rescris 27 de rochii (2008) și Întâlnire explozivă (2010) și a intrat în lista celor „10 scenariști de urmărit” ai revistei Variety din 2007.
În 2012, Fox a creat o comedie (cu episoade de o jumătate de oră) pentru Fox Broadcasting Company, inspirată vag de fratele ei mai mare. Serialul, Ben și Kate, a avut premiera la 25 septembrie 2012.
Fox este prietenă bună cu colegii scenariști Diablo Cody (Juno), Lorene Scafaria⁠(d) (Nick and Nora's Infinite Playlist) și Liz Meriwether⁠(d) (Fără obligații - No Strings Attached) cu care colaborează într-un grup de scenariste pe care îl numesc „Fempire”. În 2012, Fox și „Fempire” au primit premiul Athena Film Festival pentru creativitate și fraternitate.

## Viață personală
Fox s-a născut în Brighton, New York⁠(d) și locuiește în Los Angeles, California. S-a căsătorit cu Quinn Emmett la 23 octombrie 2010 la Historic Jamestowne din Williamsburg, Virginia⁠(d).

## Filmografie

### Film
| An   | Titlu                        | Scenarist | Producător |
| ---- | ---------------------------- | --------- | ---------- |
| 2005 | The Wedding Date⁠(d)          | Da        | Nu         |
| 2008 | Mariaj de Vegas              | Da        | Nu         |
| 2009 | Couples Retreat⁠(d)           | Da        | Nu         |
| 2015 | Hot Pursuit⁠(d)               | Nu        | Da         |
| 2016 | Cum să fii singur și fericit | Da        | Da         |
| 2019 | Isn't It Romantic⁠(d)         | Da        | Nu         |
| 2021 | Cruella⁠(d)                   | Da        | Nu         |
| 2022 | Orașul pierdut               | Da        | Da         |
| 2024 | Wicked                       | Da        | executiv   |
| 2025 | Wicked: For Good⁠(d)          | Da        | executiv   |

Material literar suplimentar
- Fly Me to the Moon⁠(d)[10] (2024)
- Back in Action⁠(d)[10] (2025)

### Televiziune
| An      | Titlu                  | Scearist | Creator | Producător executiv | Note                          |
| ------- | ---------------------- | -------- | ------- | ------------------- | ----------------------------- |
| 2010    | Children's Hospital⁠(d) | Da       | Nu      | Nu                  | Episodul "Show Me on Montana" |
| 2012–13 | Ben and Kate⁠(d)        | Da       | Da      | Da                  |                               |
| 2020–21 | Home Before Dark⁠(d)    | Da       | Da      | Da                  |                               |